# Dillingen/Saar
Dillingen/ Saar (in francese Dillange) è una città tedesca di 19 668 abitanti, situata nel Land della Saarland.